# カレリア地峡

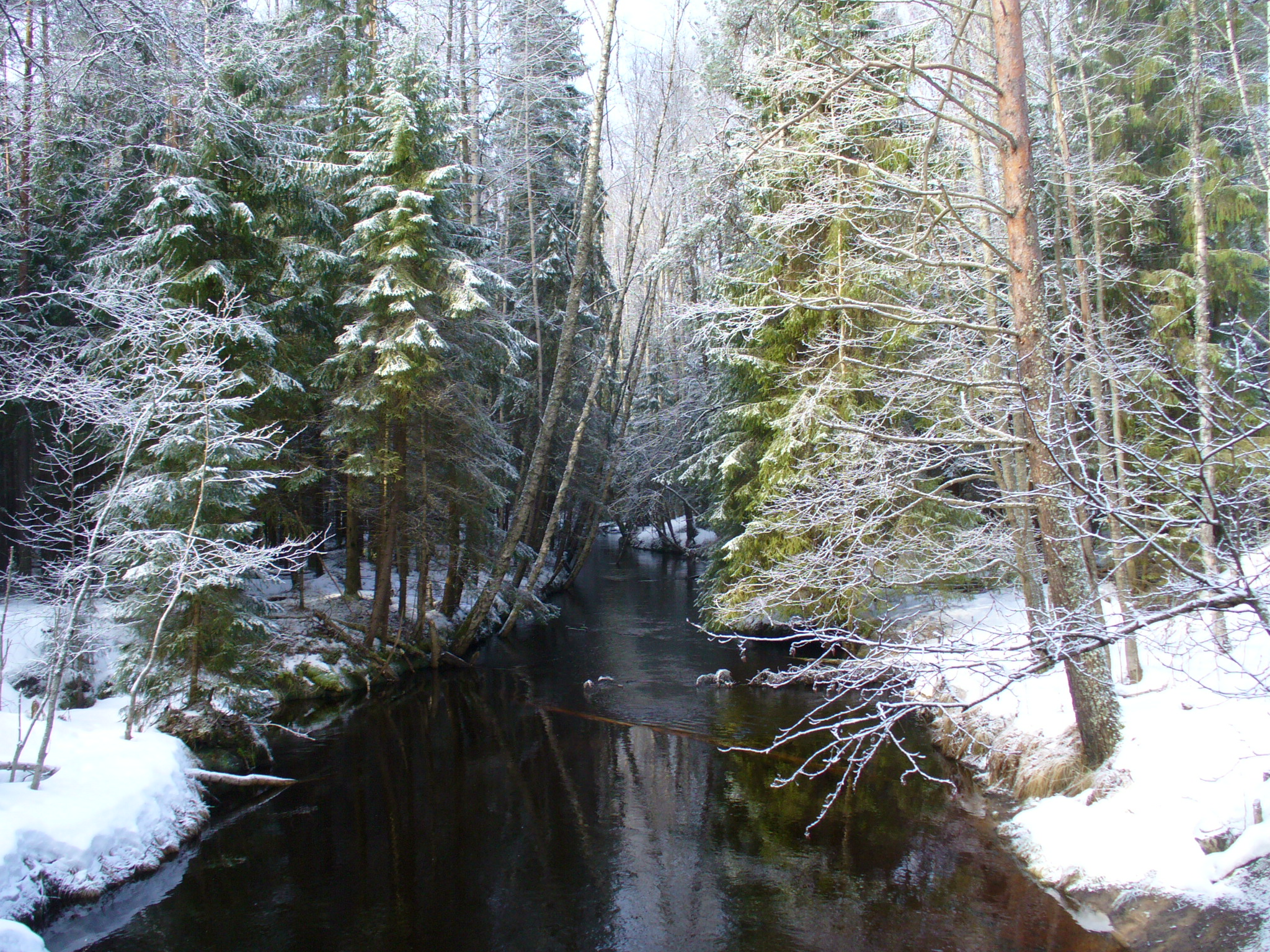
レイパスオ近郊の風景。この景色のように水辺が非常に多く、寒い。

カレリア地峡（カレリアちきょう、フィンランド語: Karjalankannas、スウェーデン語: Karelska näset、ロシア語: Карельский перешеек）は、ロシア西北部レニングラード州付近、カレリア地方の地峡。西部をフィンランド湾、東部はラドガ湖にはさまれており、南部にはネヴァ川が走っている。北端をフィンランドのサルパウセルカ尾根と接しており、北部のこの地域が一番幅が大きい。北部で最も狭いヴィボルグ沿岸からラドガ湖の間の距離は45kmである。面積はおおよそ1万5千平方kmである。一番狭い地域は南東部になっている。
昔はイングリアの北部地域であり、むしろイングリアの北部が地峡であるともいえる。この地域は領有国が何度も変わった。フィンランドや北方地域がスウェーデン領であった時代にはこの地域が露瑞国境であり、地峡はフィンランドのカレリア地方に組み込まれていた。その後大北方戦争で1712年にロシア・ツァーリ国が占領し、1721年にロシア帝国の成立によってカレリア地峡は正式にロシア領となった。そして1809年にはロシア宗主下のフィンランド大公国の一部となった。その後、ロシアで十月革命が起こるとその混乱の中フィンランドは独立し、カレリア地峡はソビエト連邦からフィンランドに譲渡された。しかしこの後にソ連はこの地峡の領有を求め、冬戦争でフィンランドがソ連に譲渡。束の間の平和の後で継続戦争初期にフィンランドが地峡を取り返したものの、敗戦を経てこの地峡はソ連領になった。戦後はサンクトペテルブルク以外の地峡を分け、カレロ＝フィン・ソビエト社会主義共和国の一部にした。
2002年全ロシア国勢調査では、カレリア地峡に住む住民は53万9千人とされる。サンクトペテルブルクの住民は休暇に地峡に訪れる。

## 地理・自然

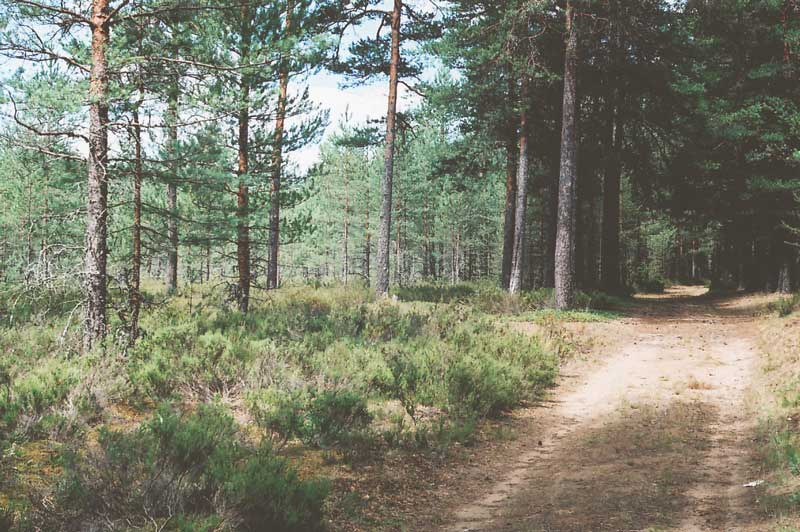
マツ属の林、下草はカルーナ属が多い。

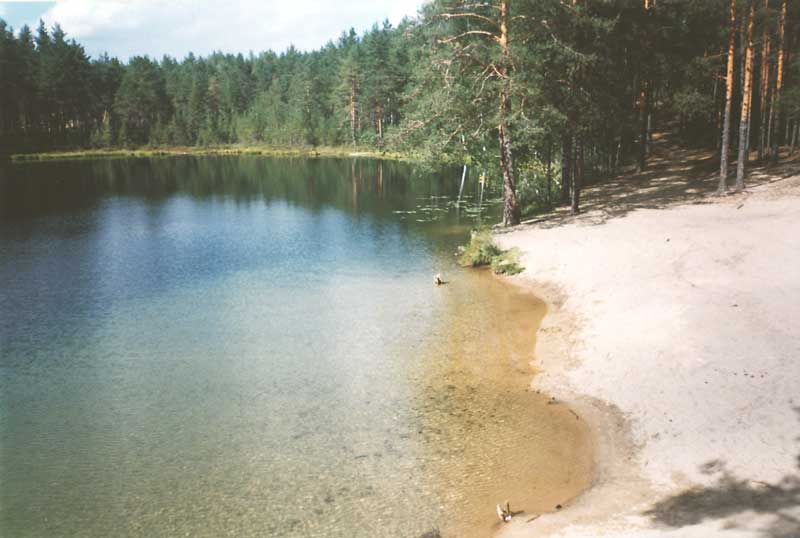
地峡にはおおよそ700の湖がある。

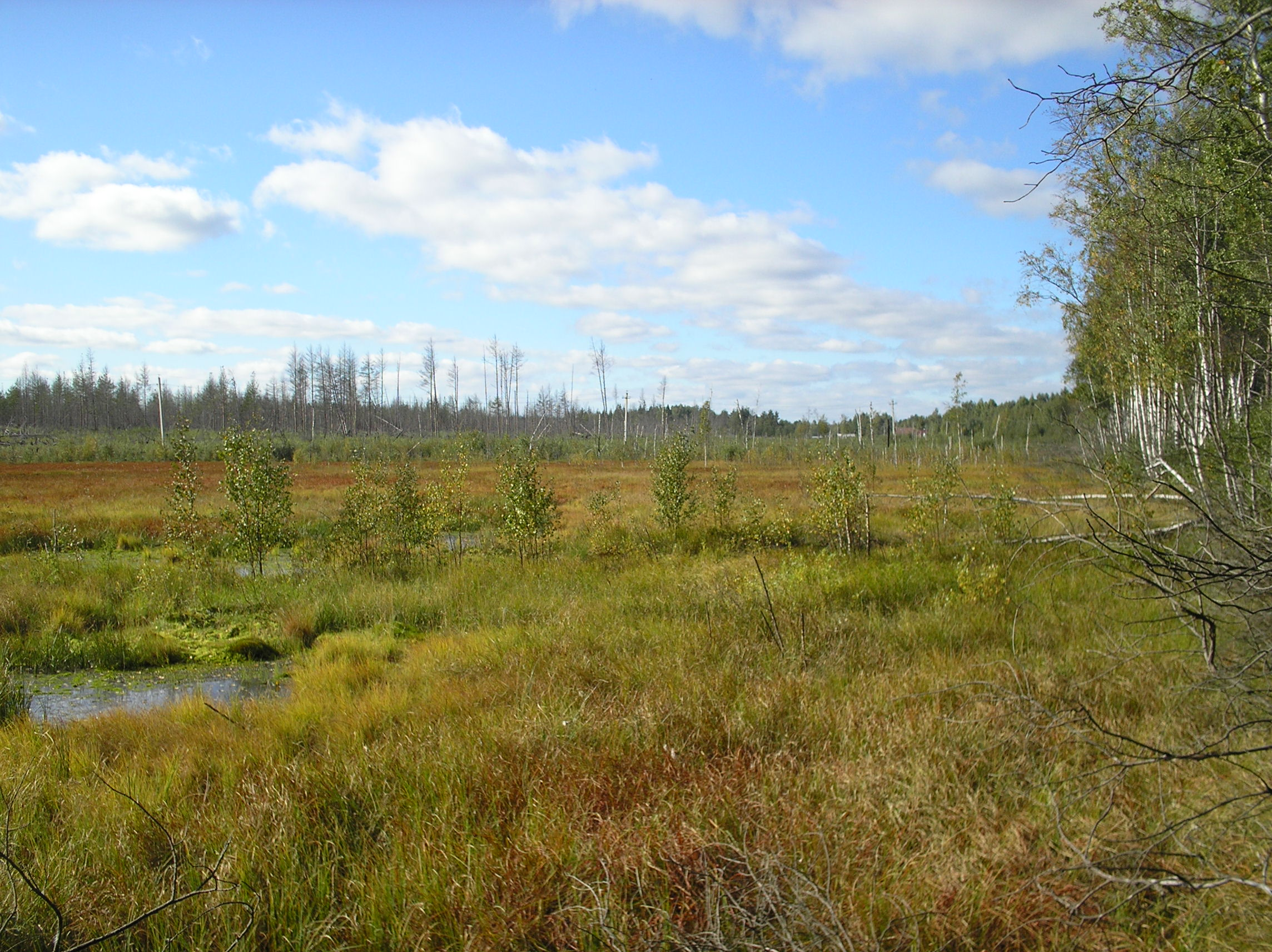
クマロヴォ近くの沼地。

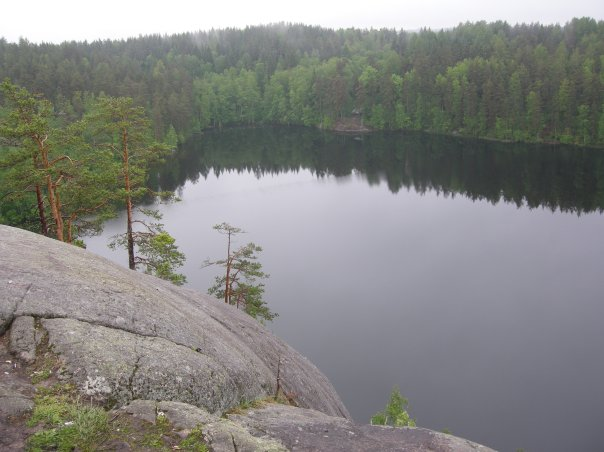
ヤストレビノイェ湖。地峡は湖畔、湿地、森林がほとんどである。

カレリア地峡の地形は最終氷期の氷河作用に大きな影響を受けている。最高地点はレンボロボ高地のモレーンの近郊で海抜205mである。地峡には山はないが、急峻な陸が幾つか見られる。
地峡で最大の川はヴオクシ川（ヴオクサ川）である。フィンランドのサイマー湖から南東に向けラドガ湖に流れ込んでおり、地峡を二つの地域に隔てている。1856年にはサイマー運河が建設され、サイマー湖とヴィボルグ湾の間を結んでいる。
カレリア地峡はスカンディナヴィアとロシアのタイガの自然境界になっている。植物地理学的には全北植物区、亜寒帯植物区であり、中央ヨーロッパ植物区、東部ヨーロッパ植物区、北部ヨーロッパ植物区の接点になっている。
湖が非常に多く多くの湖の近くは草の少ない荒地でありミズゴケの生えた泥炭地となっている。沼地も領域の5.5%程度を占める面積になっている。沼地は地峡南東のラドガ湖沿岸にまとまっており、泥炭地はもう少し多くの場所で見られる。ネヴァ川近郊は水を捌いた低地となっている。土地はポドソルになっており、巨礫が固まっている。特に北部や北西部ではその傾向が強く、大きな花崗岩が露出している。
地峡はヨーロッパアカマツ、オウシュウトウヒ、ヨーロッパシラカバ等の森で覆われている。森林はおおよそ11,700平方kmを覆っており、これは地峡の3分の4程度にあたる。構成としてはマツの森が51%と最も多く、次いでトウヒの森が29%、カバの森が16%程度になっている。その他にもノルウェーカエデ、ヨーロッパハンノキ、グレーアルダー、ヤマナラシ、ヨーロッパナラ、フユボダイジュ、ヤナギ類、ニレ類なども生えている。また、それぞれの森ごとに植生が少しずつ違う。
マツの森ではカルーナ、ガンコウラン、セイヨウネズ、ユスラバヤナギ、コケモモ、ミズドクサ、ワラビ、コメススキやトナカイスゲ等イネ科の植物等の草が生え、タチハイゴケ、コサンカクミズゴケ、ミヤマミズゴケ、多様なハナゴケなどコケ類が良く見られる。
トウヒの森ではフサスギナ、コミヤマカタバミ、セイヨウスノキ、コケモモ、コメススキやノガリヤスやトナカイスゲ等のイネ科植物等の草植物が生え、コケではウマスギゴケ、ホソミズバゴケなどのコケ類が良く見られる。
カバの森ではセイヨウナツユキソウ、コミヤマカタバミ、セイヨウスノキ、ノガリヤスやその他イネ科の植物が良く見られる。
カレリア地峡では1184種の維管束植物が確認されている。また、キタリス、ヘラジカ、アカギツネ、ユキウサギ、イノシシなどが多く生息している
年間平均降水量は年に650-800mmであり、長い冬に多くの雪が降る。冬は11月から4月中旬まで続き、最低気温は-40℃に達することもある。夏は短く、非常に涼しく、霜の降りない日は少ない。サンクトペテルブルクの近郊ではフィンランド湾の海流の影響で冬の厳しさは若干和らぐが、その代わりに長く続く。
地峡の大都市ヴィボルグとプリオゼルスクはいずれも北西部に固まっている。
カレリア地峡は行楽に良く、ハイキング、サイクリング、スキー、ロッククライミング、カヌー、釣り、きのこ狩り、野いちご摘み等が行われる。これらの休暇敢行は19世紀からサンクトペテルブルクの住民に人気である。スキーはコロヴィツノ、カフゴロヴォが有名であり、ロッククライミングではクズネチノエ近郊、カヌーはロセヴォ近郊が有名である。魚釣りでは多くの人が捕まえた魚を調理して楽しむ。川ではコイダイ、ノーザンパイク、ローチ、 ヨーロピアンパーチ、アセリナ、イソアイナメ等が釣れる。きのこ狩りではヤマドリタケ、アカエノキンチャヤマイグチ、ヤマイグチ、Suillus variegatus、ヌメリイグチ、アンズタケ類、Lactarius resimus、カラハツタケ、ウグイスチャチチタケ、アカハツタケ、アカチチタケ、ベニタケ類などが取れる。野いちご摘みではビルベリー、ラズベリー、エゾヘビイチゴ、コケモモ、クランベリー、ホロムイイチゴ、クロマメノキ、ルブス・サクサティリス等を摘むことができる。カレリア地峡は非常に豊かといえる。
交通にはフィンランドスキー鉄道駅が役立っている。サンクトペテルブルク-ヴィボルグ間、サンクトペテルブルク-プリオゼルスク間の鉄道沿いに別荘を持つ人も多い。
カレリア共和国とヴィボルグスキー県から西に20-35km伸びるヴィボルグ-ハイトラ鉄道が通っている。ヴィボルグ湾とその島々から伸びており、厳密には国境警備地域を通り、ラドガ湖、ハイトラに伸びている。1993年から2006年にかけては国境警備区は5kmの幅であり、鉄道線はこの幅の中に入っていた。ロシア連邦保安庁(FSB)によって発行された通行許可証がなければこの地域を訪れることはできなかった。

### 地政学的位置
地質学上、カレリア地峡はバルト楯状地(en:Baltic Shield)の岩底の南端に位置している。地峡の中央部の一部は14000年ほど前に最終氷期（ワイクゼル氷期）の終焉期の氷河作用によってできたと考えられており、この時周囲の氷床にせき止められた大型湖の底が形成されたと考えられている。バルト氷湖での氷河作用は、バルト海の早期高水位階を作った。地峡の土地の隆起はサルパウセルカ周辺で続き、巨大な島と多くの湖を形成した。紀元前12650年頃、厳しい北極環境によって特徴付けられ、永久凍土層と疎らな植生が生まれた。その後ステップツンドラになりこの土地は徐々に変えられていった。紀元前11000年頃、気候の温暖化と、湿度上昇が始まり、マツやトウヒが生えるようになっていった。

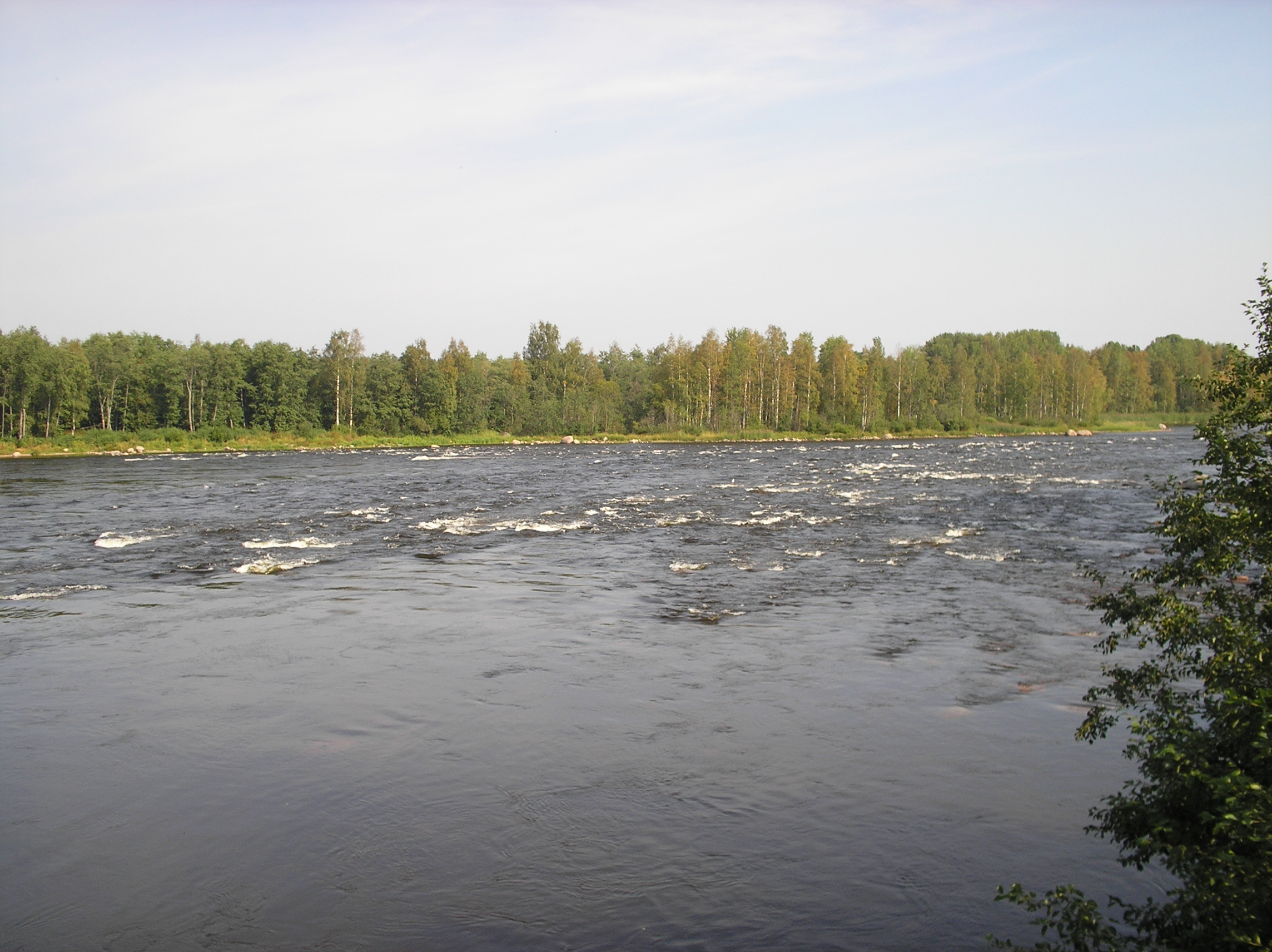
ブルナヤ川。運河の為に人間が変えた地形である。

紀元前9000年ごろまでバルト海はその全域がアンキュルス湖という巨大な湖であったが、アンキュルス湖が北海とつながり、バルト海に変わり、多くの低地の湖は氷河によって削られたくぼみに孤立した。また、ラドガ湖も単一の湖として分かたれた。陸の隆起によって紀元前5000年になると新しくできたサイマー湖の水流出部がヴオクシ川となり、ラドガ湖に流れるようになった。ラドガ湖が限界を超えると、水は低地の湖やヴオクシ川周辺に流れ込むようになり、更にラドガ湖の水はヘインヨキ近郊であふれ出しヴィボルグ近郊へ流れ出すようになった。さらに紀元前3100-2400年頃になるとラドガ湖からヴィボルグに流れていたネヴァ川はバルト海へと注ぎ込むようになった。ラドガ湖の水位は徐々に徐々に15m-18mほど下がったとされ、現在は海面水位から4-5mの高さである。水位が下がることによって地峡の湖は更に細切れになっていった。しかしながら、ヴオクシ川は未だヴィボルグ湾とのつながりを保つ重要な地域であり、紀元前12世紀までは湖となっていたと考えられる。湖のつながりは続く陸地の隆起で1世紀ごろまでにはなくなったとされている。
1818年、スヴァント湖（現在のスホドルスコイェ湖）からラドガ湖に向けて水を流す予定で運河を掘った。しかし、運河が意図せず侵食されて、タイパレーンヨキに流れ込み、現在のブルナヤ川になっている。タイパレーンヨキにはスヴァント湖の水が注ぎ込み、スヴァント湖では水位が7m下がった。元々、スヴァント湖の水はキヴィニエミ水道を通ってヴオクシ川側に流れ込んでいたが、この結果によって水路は干上がった。1857年、干上がった後に運河を掘った。そうすると流れはヴオクシ川からスヴァント湖に逆流し始め、急流となり、キヴィニエミ水道は航行不可能になってしまった。1857年までスヴァント湖とタイパレーンヨキはヴオクシ川の南部の小さい入江になっていた。しかし、運河を掘った結果、ラドガ湖に水が流れ込み、北部の入江やプリオゼルスクあたりでは水位が4m上昇した。また、それぞれが別の流域として独立した。

### 街
斜線の右はフィンランド語表記。

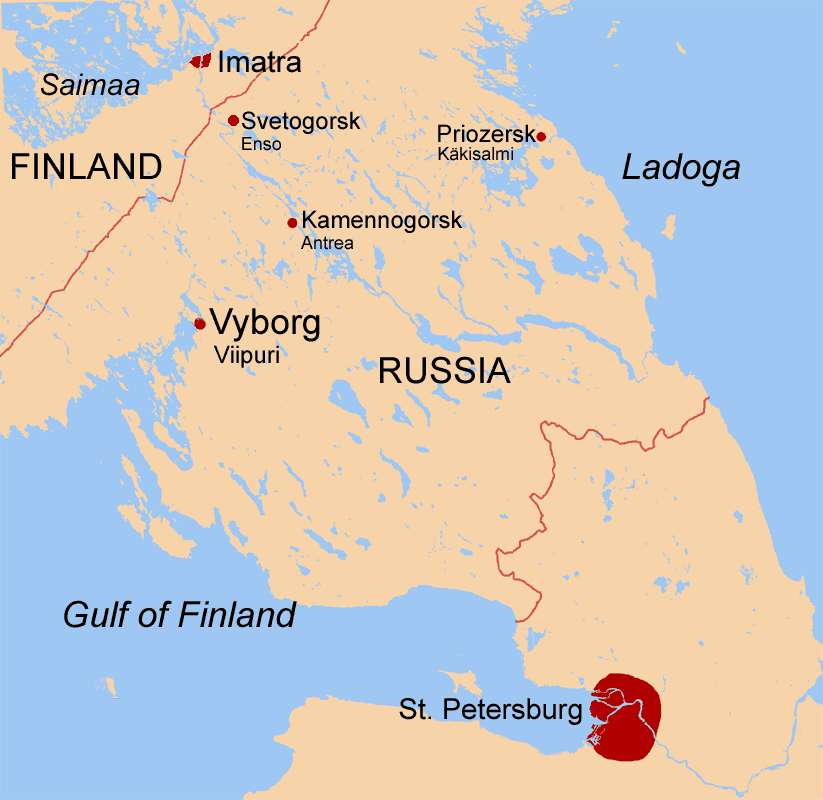
カレリアの地図。幾つかの重要な町が示されている。地峡に引かれた線は古い露芬国境。

- Kuznechnoye / Kaarlahti
- Lesogorsky / Jääski
- プリモルスク (Primorsk) / コイヴィスト (Koivisto)
- プリオゼルスク (Priozersk)/ カキサルミ (Käkisalmi)
- ロスチノ (Roshchino) / ライヴォラ (Raivola)
- サンクトペテルブルク
- セルトロヴォ セストロレツスク (Sertolovo Sestroretsk) / シエスターヨキ(Siestarjoki)
- ソヴェトスキー (Sovetsky) /ヨハンネス (Johannes)
- スヴェトゴルスク (Svetogorsk) / エンソ (Enso)
- トクソヴォ
- ヴセヴォロジスク / セウロスコイ（Seuloskoi）
- ヴィボルグ (Vyborg) / ヴィープリ (Viipuri)
- ヴィソツク (Vysotsk) / ウーラス (Uuras)
- ゼレノゴルスク (Zelenogorsk) / テリヨキ (Terijoki)

## 歴史

### 史前・古代・中世
ヴィボルグやプリオゼルスク、ラドガ湖のコネヴェット島の教会などとは違い、19世紀の遅くから多くの古代の後がこの地域に見つかるようになった。いくつもの中石器時代、新石器時代、銅器時代、青銅器時代の古代の遺物が地峡全体に残っている。カレリアの東部では中世の建物が特に多い。このあたりには10世紀から15世紀にかけてのヴオクシの入江の北部やプリオゼルスキー近郊でカレリア人の墓が多く見られ、金属片や陶器片も発掘される。
スホドルスコイエ湖の南岸では小さないくつもの墓墳が見つかっている。多くの大きい儀式石も見つかっており、ところどころにケアンも見つかる。幾つかの田舎の集落の残余物にも石の儀式的遺構が見つかる。チウリ村の近郊の、北部ヴオクシの入江でも発掘作業が行われている。幾つかの銀の装飾品のほか中世のアラビアやヨーロッパの硬貨も見つかる。これらのものが見つかる背景には、当時ヴオクシ川はヴィボルグ湾に注いでおり、ボルガ川を航路に使いスカンディナヴィアと東ローマ帝国を結ぶ商業圏の中にあったからだと考えられている。
フィンランド人の祖先は、カレリア地峡に紀元前8500年くらいから住み着き始めたのではないかといわれている。

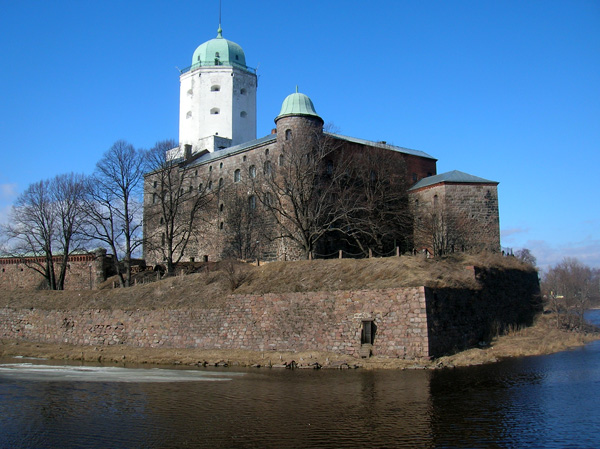
ヴィボルグ城

11世紀、スウェーデンとノヴゴロド共和国はフィンランドの領域で、領有合戦を始めた。1323年には二国のセストラ川、ヴォルチャ川をはさんだ国境にノーテブルクの町ができた。

### 17～20世紀
17世紀、スウェーデンは地峡とイングリアを領有するようになる。このとき正教徒カレリア人の多くはトヴェリに移動して行った。この時代は、スウェーデン＝フィンランドの一部として、フィンランドが拡大した時代でもあった（バルト帝国）。
1700年から1721年まで、ロシアとスウェーデンの間に大北方戦争が起こるとロシアはイングリアを奪取し、その領土とした。ロシアは地峡の南端部、スウェーデンのニェンスカンの町があったあたりにサンクトペテルブルクの町をつくり、首都にした（1712年）。1812年、地峡の北西半分は1809年にはロシアの属国であるフィンランド大公国の一部となった。
その地形と気候によって釣りなどに良い環境であり、サンクトペテルブルクとの近さともあいまって、カレリア地峡はフィンランドで最も豊かな地であった。産業革命が起こると、1870年にサンクトペテルブルク-ヴィボルグ-リーヒマキまでの鉄道が引かれ、1893年にはヴィボルグ-ハイトラ-ソルタヴァラに、さらに1917年にはサンクトペテルブルク-ケックスホルム-ハイトラ間に鉄道線が引かれ、経済発展に大きく役立った。19世紀に入るとサンクトペテルブルク-ヴィボルグ間の鉄道は観光の為にサンクトペテルブルクの住人たちが使うようになった。

イングリアの旗

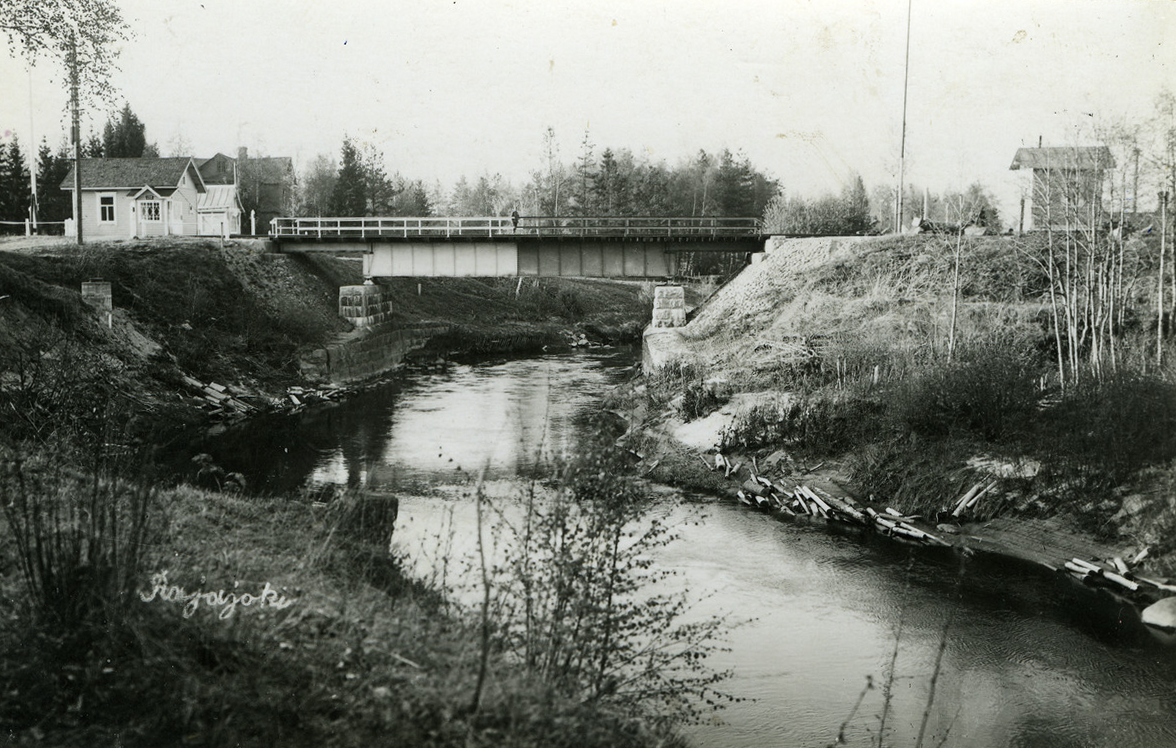
1920年代、ソ芬国境。

フィンランドが1917年に独立を宣言すると、サンクトペテルブルク以北の地峡の多くはフィンランド領になった。特にヴィープリはフィンランド第二の都市であった。イングリアに住んでいたフィンランド人たちは依然としてこの地域に執着を持っており、このためイングリアのフィンランド人は共産主義になったロシアから分離しようとした。しかし、1920年の終わりに結ばれたタルトゥ条約でこの地域は再びロシアへの帰属が決まった。1928年から1939年の間、地峡の一部はロシアに属し、クイヴァイシ直轄区に組み入れられ、ソ連の自治区政策によってフィンランド語も公式言語となっていた。しかし1936年にフィンランド国境沿いのヴァルケアサーリ、レンパーラ、ヴオレ、ミックライネンではフィンランド人はフィンランドへと強制送還された。

### 第二次世界大戦
第二次世界大戦前夜、ソ芬関係が冷却化する中でフィンランドはカレリア地峡を防衛の要としてマンネルハイム線を築いていた。

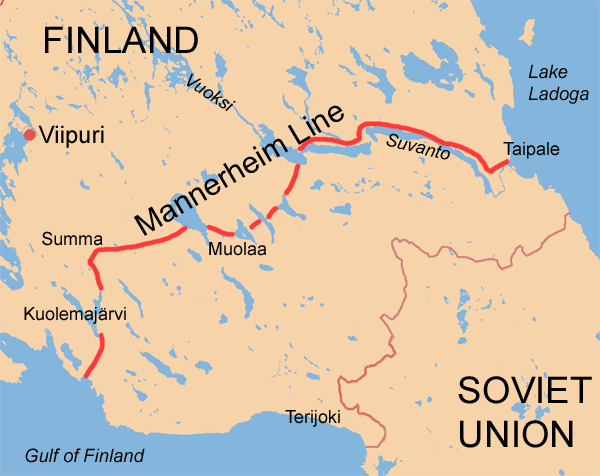
マンネルハイム線

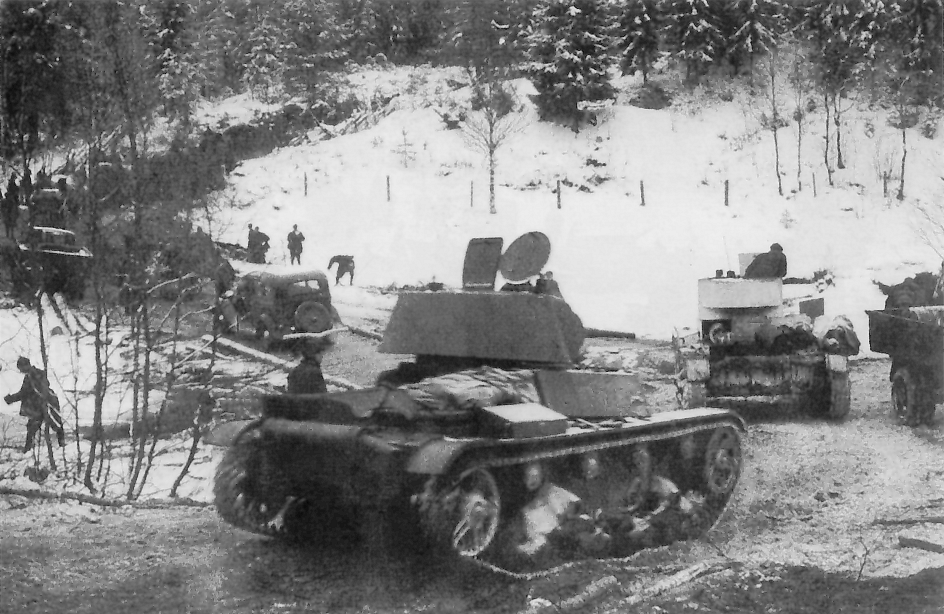
進軍するソ連戦車

1939年、ソ連はマイニラ砲撃事件を口実にソ連・フィンランド不可侵条約を破棄。同年11月30日にフィンランドに侵略を開始。カレリア地峡でもソ連軍砲兵隊による攻撃が始まった。
これは冬戦争として知られるが、この地峡を越えるためにソ連軍は多量の出血を強いられた。1940年2月までソ連軍はマンネルハイム線の攻略に手間取り、兵力を多大につぎ込んだ。フィンランドは冬戦争の講和条約、3月12日、モスクワ講和条約でカレリア地峡をソ連に譲渡した。この条約によって兵士はもちろん、一般人もこの地峡を追い出され、42万人のカレリア在住の人々がフィンランドへ移住していったという。ソ連に併合された後は最高会議の決定によってカレロ・フィン共和国の一部となった。カンネルヤルヴィ、コイヴィスト、ラウツ、テリヨキなどの都市はレニングラード州に再編された。
戦間期にフィンランドはナチス・ドイツと接近し、ドイツとの関係を深めていった。1941年になるとドイツ軍がバルバロッサ作戦を決行し、フィンランドが国内に駐留させていたドイツ軍もソ連に進攻。これに対しフィンランド領内でソ連が爆撃し、継続戦争が始まった。フィンランド軍は失った地峡をあっという間に取り戻し、冬戦争前の国境までたどり着き、地峡の再占領を果たした。これは間接的にレニングラード包囲戦に貢献することになった。この再占領時期に26万ものカレリアに住んでいたフィンランド人が戻ってきたという。この戦線の膠着の中、地峡に要塞線が築かれフィンランド軍は、主防衛線、VT線、VKT線などの要塞線を築き後のソ連との戦いに備えた。

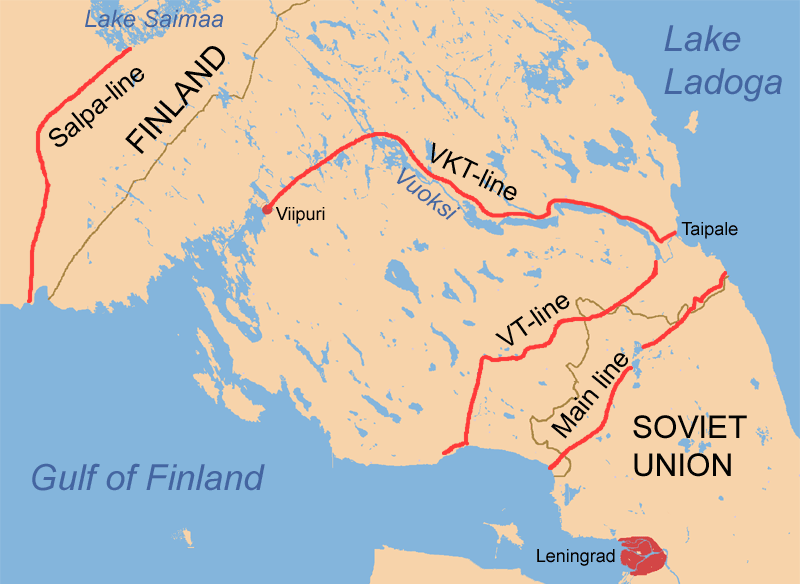
継続戦争時の防塞、主防衛線、VT線、VKT線

1944年、ソ連はドイツ軍との形勢を逆転し、フィンランドに対してもヴォボルグ攻勢で攻撃を始めた。ソ連軍の計画的で冬戦争よりも巧妙な攻撃によってフィンランド軍がこの地に築いていた主防衛線、VT線はあっという間に陥落し、たった10日でヴィボルグが陥落した。カレリア地峡に戻っていたフィンランド人も再度フィンランド移住せざるを得なかった。この後の戦闘、タリ＝イハンタラの戦いでは、湖の多い地峡の独特の特性からソ連軍は兵力を機甲師団が通れる一箇所に集中させ、これが、フィンランド軍の一大抵抗を生み、ソ連軍は大損害をこうむった。また、地峡は狭かったため、ソ連軍が圧倒的物量で戦線を押そうにも押し切ることができなかった。地峡の北西にある1940年の国境から40kmのヴオクシ川近郊で戦線は膠着した。1944年9月19日にモスクワ休戦条約で戦争は終わり、戦闘でソ連が取り戻せなかった部分についても再びソビエトのものになった。カレリア地峡の占領後、地峡は再度レニングラード地区に組み込まれた。国境線は1947年のパリ講和条約で確定した。

### 戦後
戦争の結果、カレリア地峡に住んでいた住民たちはほとんど全てが新しいものになった。戦後、地峡はレニングラード州に含まれるようになり、多くのロシア人が移住してきた。古いフィンランド語の地名も1948年ごろに取り替えられ、ロシア語の地名に代わっていった。フィンランド語地名の土地は地峡北部のカレロ-フィン共和国に残った。その後ソ連は地峡に要塞線KaUR線を構築し防衛に役立てた。
ソ連時代には若者のキャンプに非常に良い地となった。現在でもそれは変わっていない。

## 科学
カレリア地峡のソヴェトロイェには32mの電波望遠鏡が1998年に完成した。

## 交通

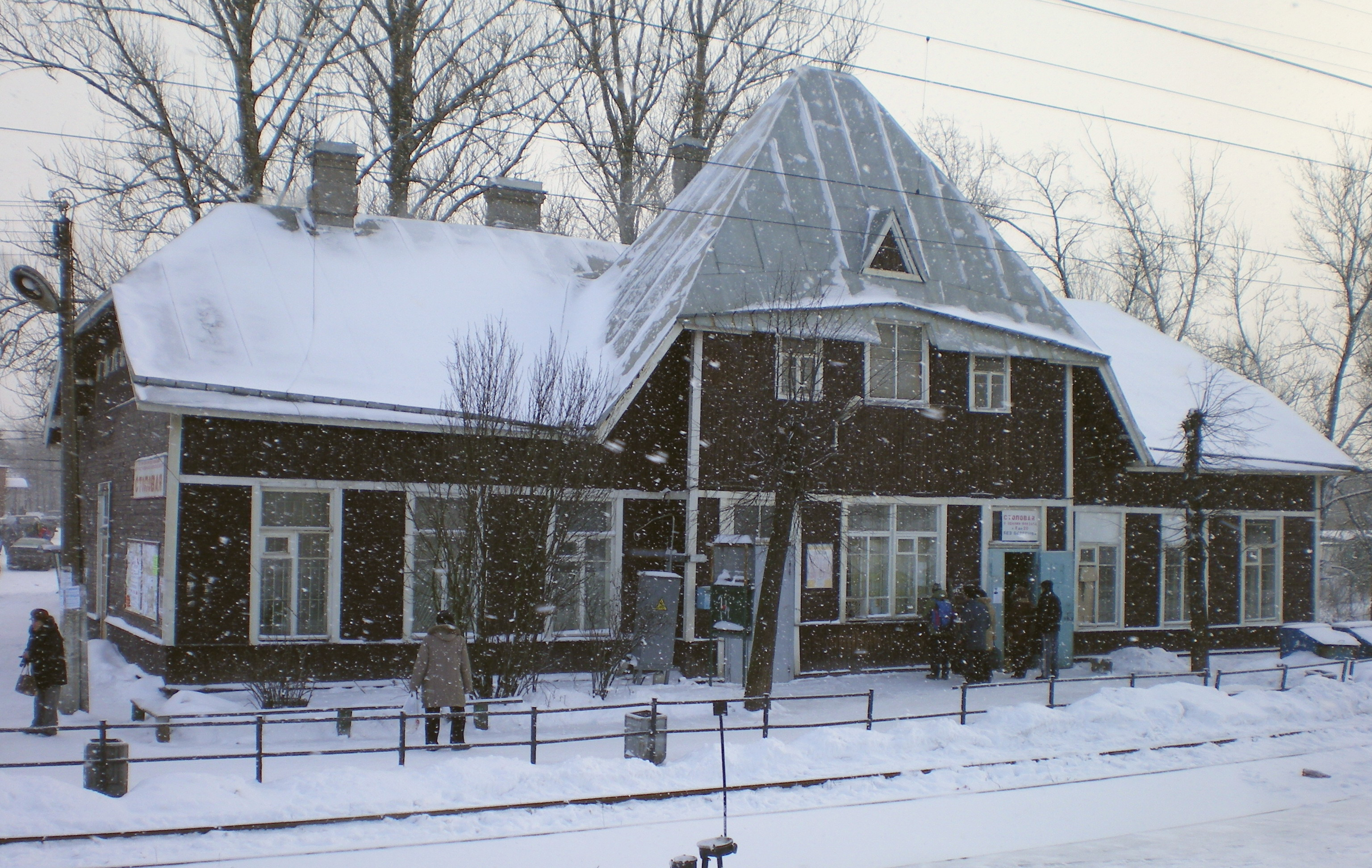
トクソヴォ駅

西部カレリア地峡は重要な交通回廊はスカンディナヴィア方面とロシアを結んでいる。バルトパイプラインシステムの通るプリモルスクは最近ロシアの海洋交易の最も重要な港湾の一つになっている。
地峡ではE18道路スカンディナヴィア道路が通っており、サンクトペテルブルクからヴィボルグ、バーリマーに通じている。
サイマー運河はフィンランド湾とフィンランドの湖畔をつなぐ重要な運河になっている。
カレリア地峡は多くの鉄道が走っている。この鉄道はサンクトペテルブルクのラドジスキー駅とフィンランドスキー駅から発着する。その他、以下のような路線が地峡を通っている。
- サンクトペテルブルク-ハイトラ鉄道
- 東部サンクトペテルブルク-リーヒマキ鉄道
- サンクトペテルブルク-セストロレツク-ベローストロフ
- 南部ヴィボルグ-ヨエンスー鉄道
- サンクトペテルブルク-ヴセヴォロジスク-ラドズスコイェオゼロ
- サンクトペテルブルク - ヴセヴォロジスク - ペトロクレポスト - ネヴスカヤドゥブロヴカ
- ヴィボルグ - ヴェスチェヴォ
- カメンノゴルスク - スヴェトゴロスク - イマトラ
- ゼレノゴルスク - プリモルスク - ソヴェトスキー - ヴィボルグ

## 産業

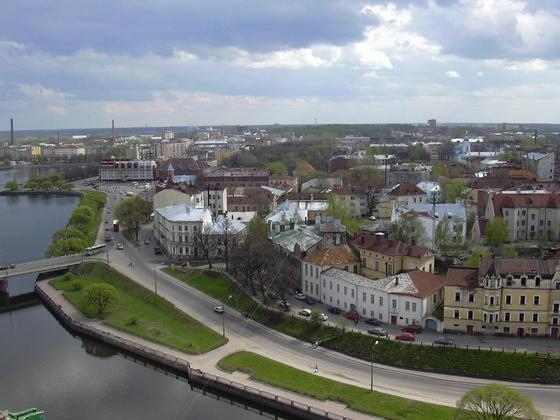
ヴィボルグ城の塔からの眺め。

製紙業、木材産業にがヴィボルグスキーやプリオゼルスクで開発されている。パルプ工場や古紙パルプ化工場がスヴェトゴルスクにあるほか、パルプ工場がヴィボルグに、家具工場、木材工場がプリオゼルスキーにある。しかし製紙工業は環境に悪影響を及ぼしている。プリオゼルスクでは、1931年頃にラドガ湖畔に安易に建設された汚染の酷い工場は、1986年に停止された。北部と西部の地峡では御影石が重要な産業となっており、ヴィボルグ-ハイトラの鉄道沿線に多く見られる。
ヴィボルグ造船は北西ロシアで最大の造船会社になっている。ペルヴォマイスコイェのロスカーバッテリー農園はこの地域に鶏肉や卵を供給する大手会社である。
ヴセヴォロズスキー地区では国営のモロゾフ工場があり、絵の具、接着剤、研磨剤、その他の製品を製作している。サンクトペテルブルク-ハイトラ鉄道から遠くないクズモロヴスキーではサンクトペテルブルクの原子力企業イゾトフの工場があり、これは核燃料などの製品と放射能廃棄物の運搬に特化している。ヴセボロジスキー地区のラドガ湖畔の沼地、ネヴァ川などは燃料になる泥炭の供給地になっている。現在ではこれらは農業用の目的の為に生産されており、産出量は下がっている。この地域では砂の供給も重要である。その他、フォード社のフォード・フォーカスの生産工場がヴセヴォロジスクで2002年から稼動している。

## 軍事

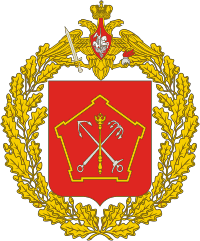
レニングラード軍管区の紋章

カレリア地峡はレニングラード軍管区である。地峡ではレヴァショヴォ、プリビロヴォ、グロモヴォ等に中心的な空軍基地がある。その他の空軍基地はヴェスチェボ、カシモヴォに設置されている。昔フィンランド国境があった北部のヴセヴォロジスキー地区ではカレリア要塞地区(KaUR)が設置されている。これは1960年代に再建されたが、現在では放置されている。
1913年に建設されたボボチンスキー戦車射撃場がカメンカ、キリロヴスキーの間に設置されている。1879年に建設されたレジェフスキー砲兵射撃訓練所はレジェフカ-デヴヤチキノ道路、デヴヤチキノ-マトクサ道路、ラドガ湖畔道路などに囲まれている。幾つかの軍需工場がラドガ湖とサンクトペテルブルク-ハイトラ鉄道の間のヴセヴォロジスキー地区にある。
2006年からは超水平線レーダーがヴセヴォロジスキー地区で建設された。ヴィソツク港にはバルト艦隊の基地もある。第138防衛自動狙撃師団がカメンカに駐屯しており、第56師団訓練センターがセルトロヴォにある。